# Selkäluodot (ö i Södra Savolax, S:t Michel)
Selkäluodot är en ö i Finland. Den ligger i sjön Puula och i kommunen Sankt Michel i den ekonomiska regionen  S:t Michel och landskapet Södra Savolax, i den södra delen av landet, 210 km nordost om huvudstaden Helsingfors. Öns area är 0,2 hektar och dess största längd är 90 meter i nord-sydlig riktning.  Notera att namnet antyder att det är fråga om flera öar.